# Heimat (Edgar Reitz)
Heimat is een film-trilogie door de Duitse regisseur en auteur Edgar Reitz. De cyclus omvat in totaal 32 afleveringen met een totale lengte van ca. 56 uur, die verschenen tussen 1981 en 2006.

## Proloog
De proloog, die in 1981 verscheen, bestaat uit één aflevering van 114 minuten: Geschichten aus den Hunsrückdörfern.

## Heimat 1
Het eerste deel van de Heimat-trilogie, met de titel Heimat – Eine deutsche Chronik ("Heimat", een Duitse kroniek) bestaat uit elf afleveringen met een totale lengte van 924 minuten. Dit deel ging in 1984 op het Filmfestival van München in première. In september van dat jaar startte de uitzending op de Duitse televisie. De serie verscheen ook op de Nederlandse televisie.
Heimat 1 werd in 1981-82 opgenomen. Het beschrijft de geschiedenis van de familie Simon in de twintigste eeuw en speelt zich grotendeels af in het (fictieve) dorpje Schabbach in de Hunsrück.  Hoofdpersoon is Maria Simon (geboren als Maria Wiegand in 1900). De film volgt haar leven van 1918 tot 1982. Op de achtergrond voltrekt zich de wereldgeschiedenis. Maar op sommige momenten lijkt het alsof het kleine dorp in de Hunsrück even het centrum van de wereld is.
De elf afleveringen van Heimat 1 dragen de volgende titels:
1. Fernweh (1919-1928), 123 minuten – Drang naar verre landen
2. Die Mitte der Welt (1929-1933), 90 minuten – Het middelpunt van de wereld
3. Weihnacht wie noch nie (1935), 58 minuten – Kerstmis zoals nooit tevoren
4. Reichshöhenstrasse (1938), 52 minuten – Rijksweg
5. Auf und davon und zurück (1938-1939), 56 minuten – Er vandoor en terug
6. Heimatfront (1943), 59 minuten – Thuisfront
7. Die Liebe der Soldaten (1944), 58 minuten – Soldatenliefde
8. Der Amerikaner (1945-1947), 106 minuten – De Amerikaan
9. Hermännchen (1955-1956), 146 minuten – Kleine Hermann
10. Die stolzen Jahre (1967), 94 minuten – De trotse jaren
11. Das Fest der Lebenden und der Toten (1982), 87 minuten – Het feest van de levenden en de doden

De belangrijkste rollen in Heimat 1 worden gespeeld door:
| Acteur                                       | Personage      |
| -------------------------------------------- | -------------- |
| Marita Breuer                                | Maria Simon    |
| Michael Lesch, Dieter Schaad                 | Paul Simon     |
| Rüdiger Weigang                              | Eduard Simon   |
| Rolf Roth, Markus Reiter, Matthias Kniesbeck | Anton Simon    |
| Roland Bongard, Michael Kausch               | Ernst Simon    |
| Kurt Wagner                                  | Glasisch Karl  |
| Jörg Hube                                    | Otto Wohlleben |
| Jörg Richter, Peter Harting                  | Hermann Simon  |

## Heimat 2
Het tweede deel van de trilogie, Die zweite Heimat – Chronik einer Jugend (Kroniek van een jeugd), dateert van 1992 en bestaat uit 13 afleveringen met een totale lengte van 1532 minuten. Plaats van handeling is München. Tijdsperiode: 1960 - 1970. Hoofdpersoon is Hermann Simon, de zoon van Maria Simon uit het eerste deel. Hermann laat de Hunsrück achter zich en kiest München als tweede 'Heimat', waar hij gaat studeren voor componist aan het conservatorium. Hij bouwt er een nieuwe vriendenkring op, waarin ook enkele mensen afkomstig uit de Hunsrück voorkomen, zoals Waltraud Schneider (bijgenaamd 'Schnüsschen'), met wie hij trouwt en met wie hij zijn dochter Lulu krijgt.
Alhoewel Die zweite Heimat dezelfde periode bestrijkt als de twee laatste delen van Heimat 1, heeft het een volledig ander verloop. Peter Harting, die Hermann speelde, is vervangen door Henry Arnold.
De titels van de dertien afleveringen:
1. Die Zeit der Ersten Lieder – Hermann (1960), 121 minuten
2. Zwei Fremde Augen – Juan (1960-1961), 116 minuten
3. Eifersucht und Stolz – Evelyne (1961), 117 minuten
4. Ansgars Tod – Ansgard (1961-1962), 110 minuten
5. Das Spiel mit der Freitheit – Helga (1962), 120 minuten
6. Kennedys Kinder – Alex (1963), 110 minuten
7. Weihnachtswölfe – Clarissa (1963), 111 minuten
8. Die Hochzeit – Schnüsschen (1964), 120 minuten
9. Die Ewige Tochter – Fraulein Cerphal (1965), 119 minuten
10. Das Ende der Zukunft – Reinhard (1966), 132 minuten
11. Zeit des Schweigens – Rob (1967-1968), 118 minuten
12. Die Zeit der Vielen Wörte – Stefan (1968-1969), 120 minuten
13. Kunst oder Leben – Hermann und Clarissa (1970), 138 minuten

Belangrijke rollen in Heimat 2 worden gespeeld door:
| Acteur          | Personage                          |
| --------------- | ---------------------------------- |
| Henry Arnold    | Hermann Simon                      |
| Salome Kammer   | Clarissa Lichtblau                 |
| Anke Sevenich   | Waltraud Schneider ('Schnüsschen') |
| Hannelore Hoger | Fräulein Elisabeth Cerphal         |
| Armin Fuchs     | Volker Schimmelpfennig             |
| Noemi Steuer    | Helga Aufschrey                    |
| Gisela Müller   | Evelyne Cerphal                    |
| Daniel Smith    | Juan Ramon Fernandez Subercaseaux  |

Die Zweite Heimat werd in 1993 in Nederland in twee lange estafettes uitgezonden door de VPRO.

## Heimat 3
Het derde deel, Chronik einer Zeitenwende (Kroniek van een veranderende tijd) is in 2004 verschenen en bestaat uit 6 delen met een totale lengte van 675 minuten. Dit deel speelt vooral in en rondom het Günderrodehaus in Oberwesel aan de Rijn. Het begint met de val van de Berlijnse Muur in 1989 en eindigt in de nacht van 31 december 1999.
In Heimat 3 ontmoeten we weer de personages uit Die zweite Heimat. De hoofdpersonen zijn Hermann Simon en Clarissa Lichtblau. Ze hebben allebei (internationaal) carrière gemaakt in de muziek – Hermann als componist en dirigent, Clarissa als zangeres – als ze elkaar na lange tijd in Berlijn weer ontmoeten en besluiten samen verder door het leven te gaan.
Edgar Reitz schreef Heimat 3 samen met Thomas Brussig, een schrijver uit de voormalige DDR.
De titels van de zes afleveringen van Heimat 3  luiden:
1. Das glücklichste Volk der Welt (1989), 105 minuten – Het gelukkigste volk ter wereld
2. Die Weltmeister (1990), 96 minuten – De wereldkampioenen
3. Die Russen kommen (1992-1993), 120 minuten – De Russen komen
4. Allen geht's gut (1995), 126 minuten – Het gaat iedereen goed
5. Die Erben (1997), 101 minuten – De erfgenamen
6. Abschied von Schabbach (1999), 110 minuten – Afscheid van Schabbach

Belangrijke rollen in Heimat 3 worden gespeeld door:
| Acteur             | Personage          |
| ------------------ | ------------------ |
| Henry Arnold       | Hermann Simon      |
| Salome Kammer      | Clarissa Lichtblau |
| Matthias Kniesbeck | Anton Simon        |
| Michael Kausch     | Ernst Simon        |
| Uwe Steimle        | Gunnar Brehme      |

Heimat 3 werd in Nederland door de VPRO uitgezonden in de periode van 26 december 2004 tot en met 2 januari 2005.
Heimat 3 werd in 2005 op zes dvd's op de Nederlandstalige markt uitgebracht door de Belgische firma Lumière.

## Epiloog
De cyclus wordt afgesloten door een epiloog van één aflevering, getiteld Heimat – Fragmente: Die Frauen (2006), waarin Herman Simons dochter Lulu centraal staat.

## Die andere Heimat
In 2014 is Die andere Heimat: Chronik einer Sehnsucht uitgekomen, een vier uur durende zelfstandige film die speelt in 1843 en gezien kan worden als proloog van de Heimat-reeks. Voor deze film ontving Reitz de Preis der deutschen Filmkritik in de categorie "beste speelfilm".

## Trivia
- In aflevering 6 van Die Zweite Heimat citeert Alex uit de Tractatus Logico-Philosophicus van de filosoof Ludwig Wittgenstein. In aflevering 9 van Die Zweite Heimat speelt Volker het Pianoconcert voor de linkerhand van Maurice Ravel. Ravel heeft dit concert gecomponeerd voor de pianist Paul Wittgenstein, de oudere broer van Ludwig die in de Eerste Wereldoorlog zijn rechterarm had verloren.

## Voetnoten
1. ↑  Op 19 dec. 2004 stond R.A.M. van de VPRO geheel in het teken van Heimat 3. Daarin besprak Arnon Grunberg de serie en interviewde hij Edgar Reitz.
2. ↑  (de)  'Preis der deutschen Filmkritik 2013', op vdfk.de, geraadpleegd 11 augustus 2024.